# 吕菲约 (安省)
吕菲约（法語：Ruffieu，發音：[ʁyfjø]）是法国东部安省的一个旧市镇，属于贝莱区。2025年1月1日，吕菲约并入新市镇上瓦尔罗梅，并成为了上瓦尔罗梅的委派市镇。

## 地理
吕菲约（45°59'39"N, 5°39'48"E）面积14.03 平方千米，位于法国奥弗涅-罗讷-阿尔卑斯大区安省，该省份为法国东部省份，北起汝拉省，西北接索恩-卢瓦尔省，西接罗讷省和里昂大都会，南至伊泽尔省，东与萨瓦省、上萨瓦省和瑞士接壤。
与吕菲约接壤的市镇（或旧市镇、城区）包括：尚多尔-科尔塞勒、普拉托多特维尔、塞朗河畔瓦尔罗梅。
吕菲约的时区为UTC+01:00、UTC+02:00（夏令时）。

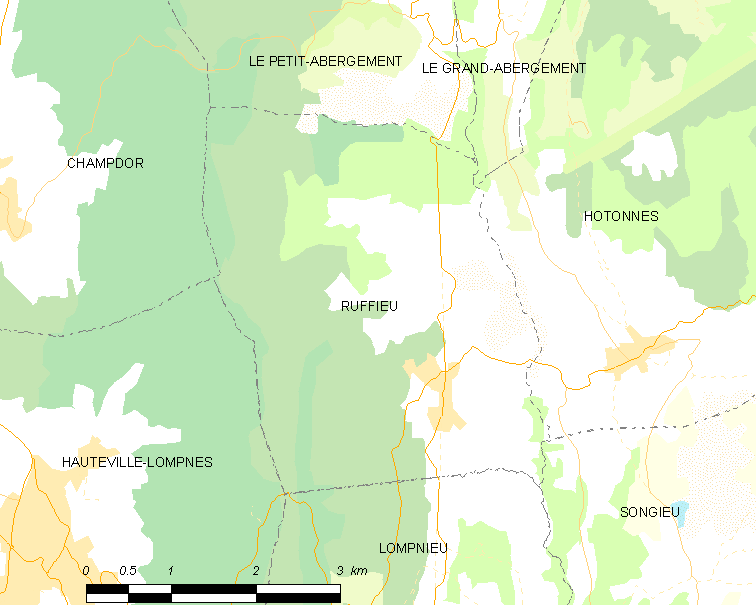
吕菲约的OSM定位图

## 行政
吕菲约的邮政编码为01260，INSEE市镇编码为01330。

## 政治
吕菲约所属的省级选区为普拉托多特维尔县。

## 人口

1962-2008年间吕菲约人口变化图示

吕菲约于2022年1月1日时的人口数量为174人。